# 市民院
市民院（英語： /ˈbɜːrdʒəsɪz/）是弗吉尼亚殖民地时期弗吉尼亚州议会的下议院，弗吉尼亚州众议院的前身。它由維吉尼亞總督威廉·伯克利建立于1642年，使得弗吉尼亚州议会进入两院制，也成为新世界的第一个民选的立法机构。弗吉尼亚并入美国后，它成为弗吉尼亚州众议院。